# Fanfare Juliana Stompwijk

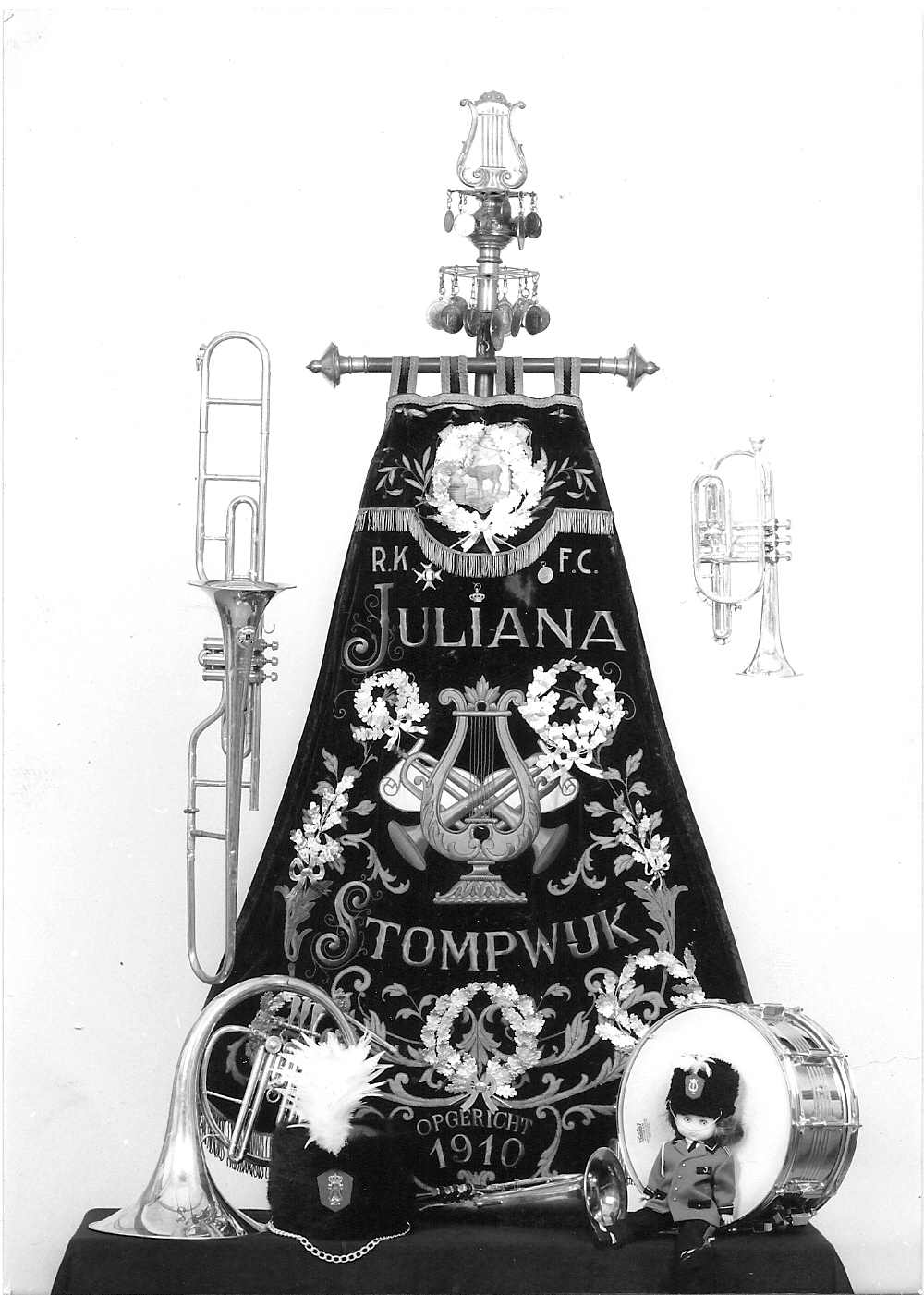
Vaandel Fanfare Juliana Stompwijk

Fanfare Juliana Stompwijk is een fanfare uit het Nederlandse dorp Stompwijk. De in 1910 opgerichte rooms-katholieke fanfare heeft een tweetal orkesten: het "grote" orkest en het jeugdorkest. Het jeugdorkest fungeert voornamelijk als opleidingsorkest. Naast de orkestrepetities worden ook individuele muzieklessen georganiseerd voor de verschillende instrumentgroepen en is er in samenwerking met de gemeente Leidschendam-Voorburg en de Maerten van den Velde basisschool een opleiding Algemene Muzikale Vorming (AMV) opgezet.
In 1939 vierde de fanfare zijn 25-jarig jubileum, ondanks dat de fanfare 29 jaar bestond.
In 1973 won de fanfare een provinciaal muziekconcours.

## Instrumentgroepen
Fanfare Juliana is met de muzikale bezetting van het orkest een klassieke fanfare gebleven. Ook het repertoire wordt gekozen en afgestemd op deze bezetting.
| - Bastuba - Bugel - Euphonium - Hoorn - Saxofoon - Slagwerk - Trombones - Trompet/cornet |

## Repertoire
Het fanfareorkest speelt een gevarieerd repertoire van diverse muziekstijlen. Naast klassiek georiënteerde muziek wordt ook veel hedendaagse muziek uitgevoerd. Van veel bestaande composities van velerlei soorten muziek zijn voor fanfarebezetting arrangementen geschreven. Ook zijn er componisten die zich hebben gespecialiseerd in het componeren van muziek voor HaFaBra-orkesten.